# Bola de nieve (entretenimiento)

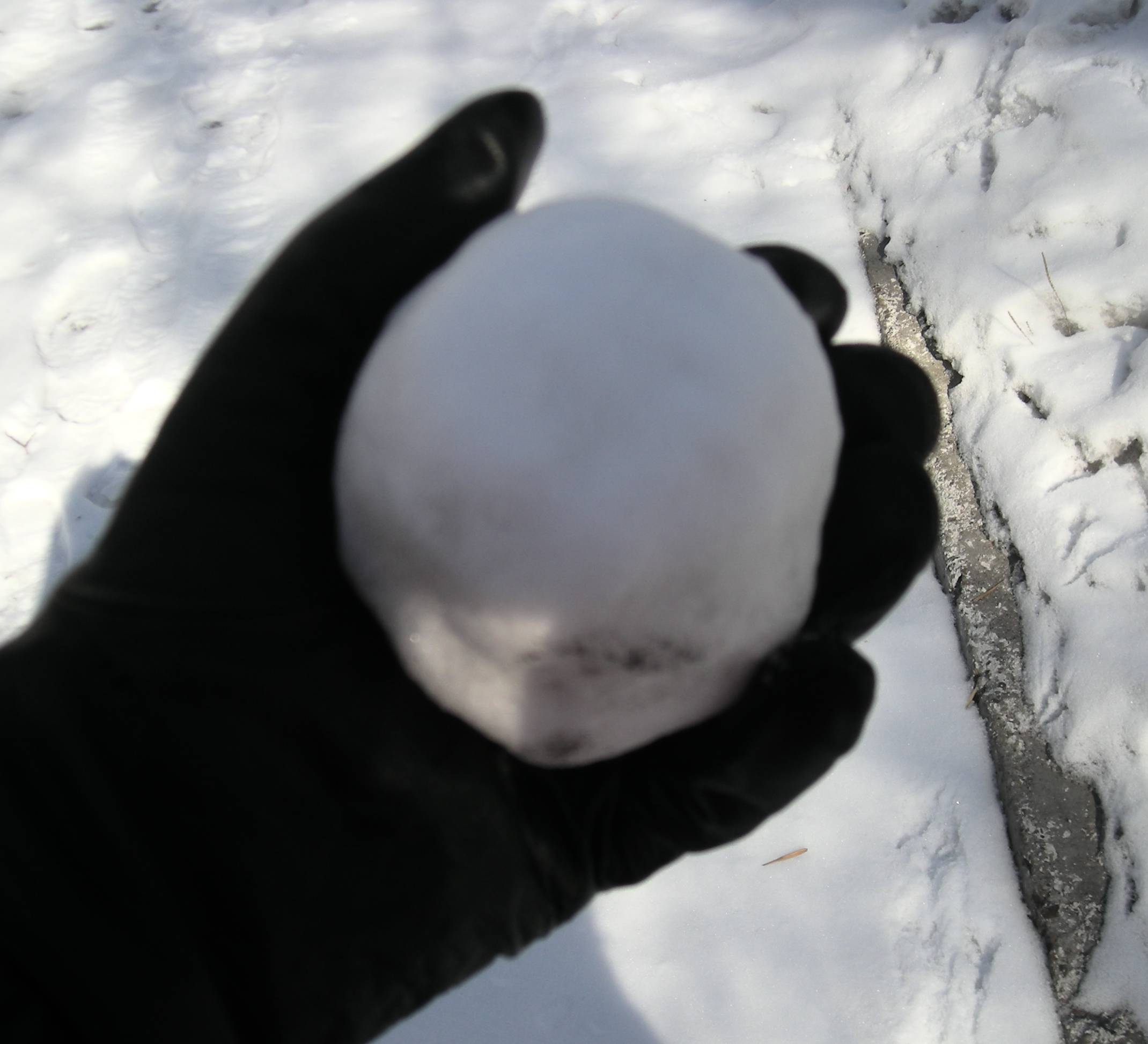
Una bola de nieve

Una bola de nieve es un objeto esférico hecho de nieve, generalmente creado al recoger nieve con las manos y compactarla en una bola del tamaño de un puño. La bola de nieve se utiliza a menudo para participar en juegos, como peleas de bolas de nieve. Las bolas de nieve de diferentes tamaños también se pueden usar para crear muñecos de nieve. Las peleas de bolas de nieve suelen ser alegres e implican lanzar bolas de nieve a los amigos o familiares. La presión ejercida por las manos sobre la nieve es un factor determinante para el resultado final. La presión reducida conduce a una bola de nieve ligera y suave. Al compactar la nieve húmeda o "empacada" aplicando una presión alta se produce una bola de nieve más dura, a veces llamada bola de hielo, que puede lastimar a un oponente durante una pelea de bolas de nieve.